# 希腊议会金质勋章
希臘議會金質獎章（希臘語：Χρυσό Μετάλλιο της Βουλής των Ελλήνων）是希臘議會的最高獎項，由議會議長授予。獎章上的圖案描繪的是古希臘政治家伯里克利。

## 獲得者
有很多各國政要及其他知名人士獲得過該榮譽：
- 2001年：俄羅斯總統弗拉基米爾•普京[3]
- 2002年 愛爾蘭共和國前總統瑪麗·麥卡利斯[4]
- 2006年 捷克共和國前總統瓦茨拉夫·克勞斯[5]
- 2007年 印度前總統阿卜杜勒·卡拉姆[6]
- 2008年 塞浦路斯共和國前總統塞浦路斯劳动人民进步党前总书记季米特裏斯·赫里斯托菲亞斯[7]
- 2008年 前美洲大主教迪米特里奧斯[8]
- 2009年 阿塞拜疆總統伊爾哈姆·阿利耶夫[9]
- 2009年 歐洲議會主席漢斯·格特·彼得林
- 2010年 亞美尼亞國民議會前主席霍維克·阿布拉米扬[10]
- 2011年 亞美尼亞前總統谢尔日·薩爾基相[11]
- 2012年 以色列前總統西蒙·佩雷斯[12]
- 2014年 中華人民共和國国务院前總理李克強
- 2015年 法國前總統弗朗索瓦·奧朗德
- 2022年 黑山總統米洛·久卡諾維奇[13]
- 2022年 小提琴家、作曲家、指揮家列奧尼達·卡瓦科斯[14]
- 2022年 希臘政治家、商人楊娜·安耶洛普羅斯-扎斯卡拉基[15]